# Polizeipräsidium Reutlingen

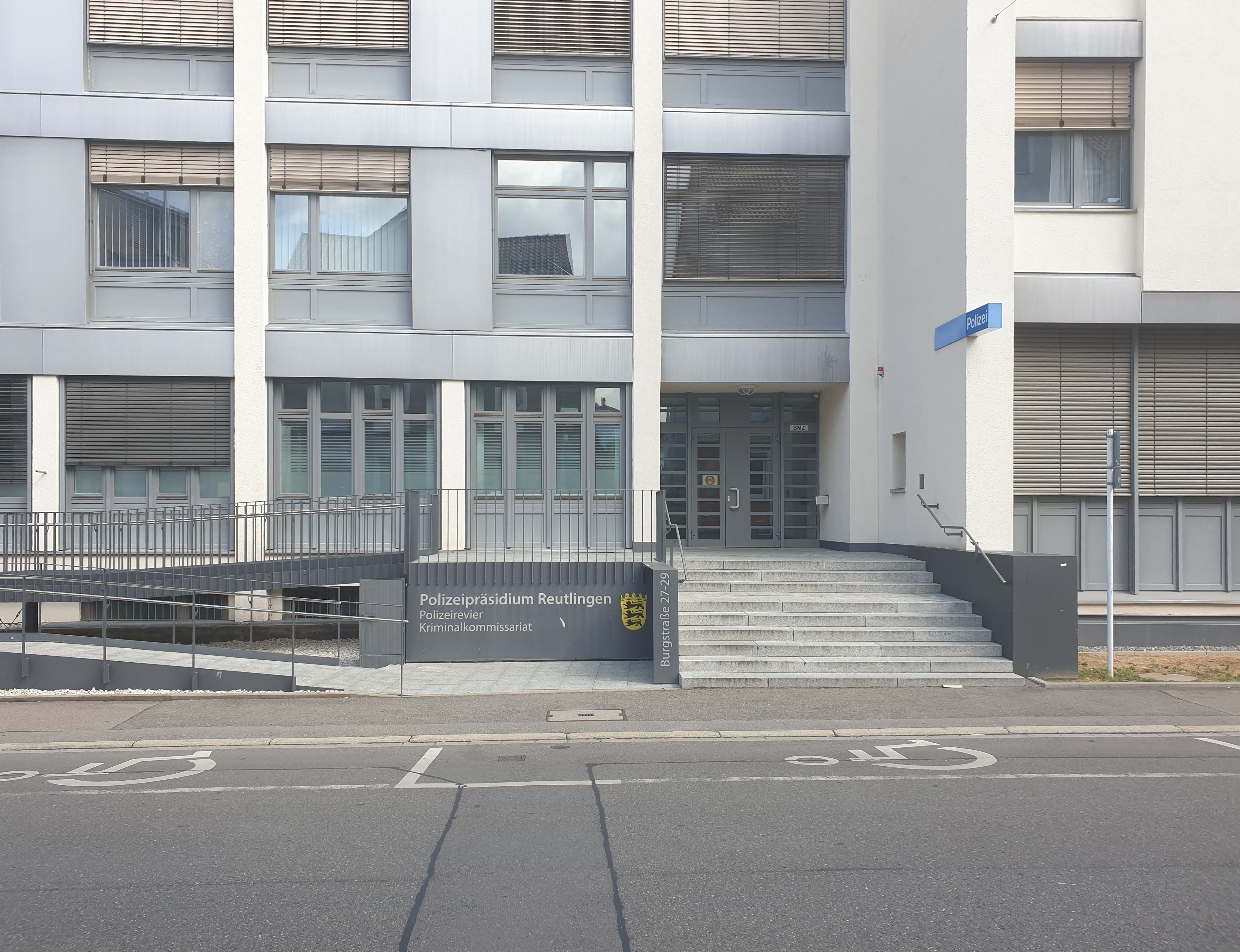
Haupteingang

Das Polizeipräsidium Reutlingen mit Sitz in Reutlingen ist das für den Landkreis Esslingen, den Landkreis Reutlingen, den Landkreis Tübingen sowie den Zollernalbkreis zuständige, regionale Polizeipräsidium der Polizei Baden-Württemberg. Die Dienststelle entstand im Rahmen der Polizeistrukturreform in Baden-Württemberg durch die Zusammenfassung der bisherigen Polizeidirektionen Esslingen, Reutlingen und Tübingen zu einem Polizeipräsidium am 1. Januar 2014.
Nach einer Evaluation der Polizeistruktur wurde der Zuständigkeitsbereich des Polizeipräsidiums Reutlingen ab dem 1. Januar 2020 um den Zollernalbkreis erweitert.

## Organisation
Der Zuständigkeitsbereich umfasst eine Fläche von 3.172 km² mit ca. 1.230.000 Einwohnern.
Das Polizeipräsidium Reutlingen gliedert sich, wie alle Polizeipräsidien in Baden-Württemberg, in die Schutzpolizeidirektion und die Kriminalpolizeidirektion. Der Leitungsbereich besteht aus dem Polizeipräsidenten, den Stabsstellen Öffentlichkeitsarbeit, Strategisches Controlling und Qualitätsmanagement sowie dem Führungs- und Einsatzstab, dem Referat Prävention und der Verwaltung. Das Polizeipräsidium hat eine Personalstärke von rund 2.300 Mitarbeitern.

### Schutzpolizeidirektion
Der Schutzpolizeidirektion am Standort des Polizeipräsidiums Reutlingen sind 14 Polizeireviere (PRev) und den Revieren sind 39 Polizeiposten (Pp) nachgeordnet. Im Einzelnen sind dies:
- Polizeirevier Albstadt mit den vier Polizeiposten Albstadt-Ebingen, Albstadt-Tailfingen, Meßstetten und Winterlingen
- Polizeirevier Balingen mit den zwei Polizeiposten Rosenfeld und Schömberg
- Polizeirevier Esslingen mit den fünf Polizeiposten Esslingen-Berkheim, Esslingen-Oberesslingen, Plochingen und Reichenbach an der Fils
- Polizeirevier Filderstadt mit den drei Polizeiposten Leinfelden-Echterdingen, Neuhausen auf den Fildern und Ostfildern
- Polizeirevier Flughafen Stuttgart
- Polizeirevier Hechingen mit den drei Polizeiposten Bisingen, Burladingen und Haigerloch
- Polizeirevier Kirchheim unter Teck mit den drei Polizeiposten Lenningen, Weilheim an der Teck und Wernau
- Polizeirevier Metzingen mit dem Polizeiposten Bad Urach
- Polizeirevier Münsingen mit dem Polizeiposten Zwiefalten
- Polizeirevier Nürtingen mit den vier Polizeiposten Neckartenzlingen, Neuffen, Nürtingen-Roßdorf und Wendlingen am Neckar
- Polizeirevier Pfullingen mit den zwei Polizeiposten Engstingen und Trochtelfingen
- Polizeirevier Reutlingen mit den zwei Polizeiposten Reutlingen-Nord in Orschel-Hagen, und Reutlingen-West in Betzingen
- Polizeirevier Rottenburg mit den drei Polizeiposten Ammerbuch, Bodelshausen und Rottenburg-Ergenzingen
- Polizeirevier Tübingen mit den sechs Polizeiposten Dettenhausen, Gomaringen, Kirchentellinsfurt, Mössingen, Tübingen-Innenstadt und Tübingen-Südstadt

Weiterhin nachgeordnet sind die Polizeihundeführerstaffel und der Arbeitsbereich Gewerbe und Umwelt.
Seit dem 1. Januar 2020 ist auch die Verkehrspolizeiinspektion mit zwei Verkehrsdiensten in Esslingen und Tübingen sowie einer Außenstelle in Balingen an die Schutzpolizeidirektion angegliedert.

### Kriminalpolizeidirektion
Die Kriminalpolizeidirektion (KPDir) hat ihren Sitz in Esslingen. Innerhalb der KPDir sind acht verrichtungsorientierte Kriminalinspektionen (K) und drei Kriminalkommissariate (KK) eingerichtet.
- Kriminalinspektion 1 – Kapitaldelikte, Sexualdelikte, Amtsdelikte
- Kriminalinspektion 2 – Raub, Eigentums- und jugendspezifische Kriminalität, Zentrale Integrierte Auswertung
- Kriminalinspektion 3 – Wirtschaftskriminalität, Korruption, Umweltdelikte
- Kriminalinspektion 4 – Organisierte Kriminalität und Rauschgiftkriminalität
- Kriminalinspektion 5 – Cybercrime und Digitale Spuren
- Kriminalinspektion 6 – Politisch motivierte Kriminalität
- Kriminalinspektion 7 – Einsatz- und Ermittlungsunterstützung, Fahndung, Kriminaldauerdienst, Finanzermittlungen, Datenstation
- Kriminalinspektion 8 – Kriminaltechnik
- Kriminalkommissariat Balingen
- Kriminalkommissariat Reutlingen
- Kriminalkommissariat Tübingen

## Soziale Netzwerke
Das Polizeipräsidium Reutlingen ist seit dem 15. Februar 2017 in den sozialen Netzwerken Facebook und Twitter vertreten.

## Gebäude

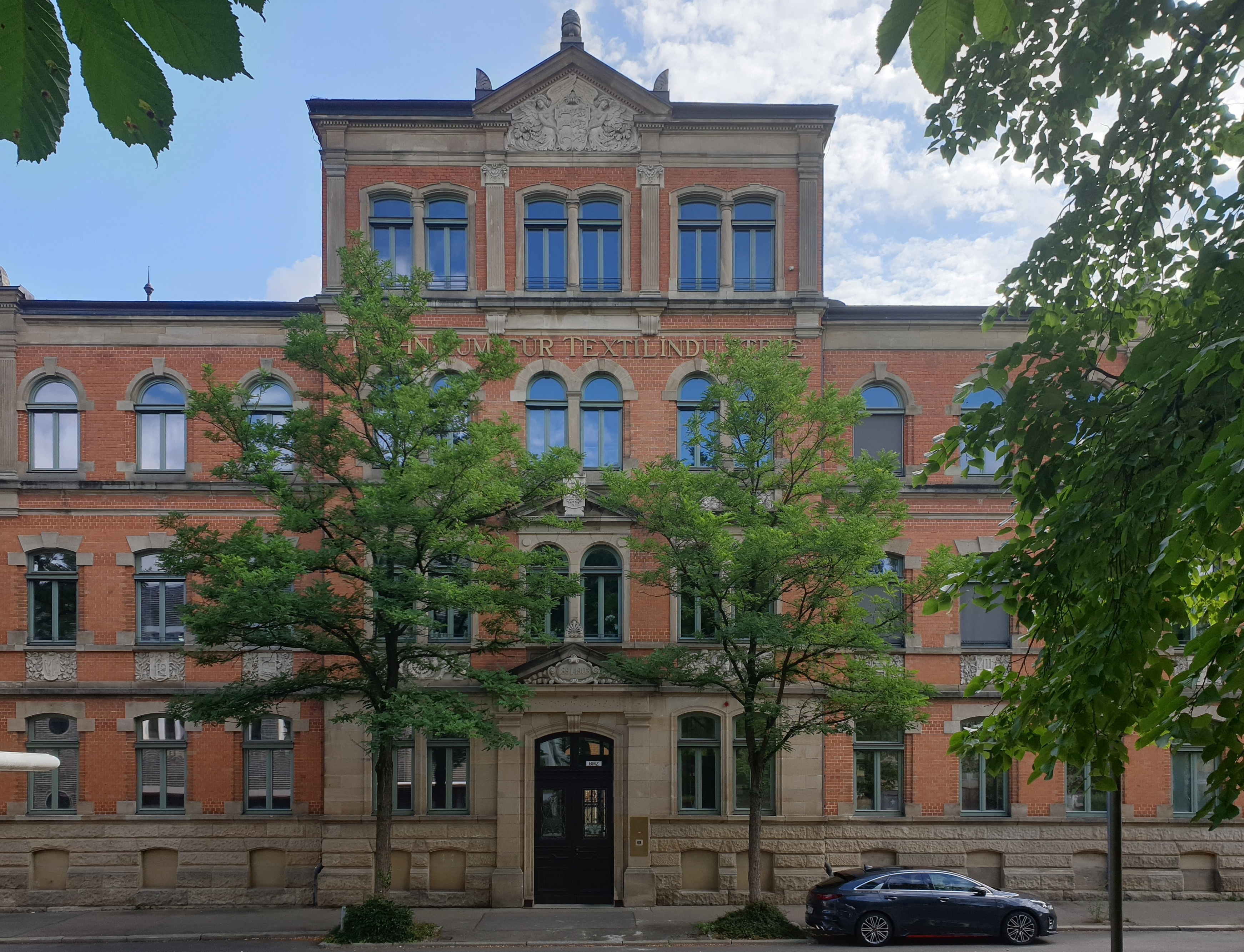
Gebäude Kaiserstraße 99

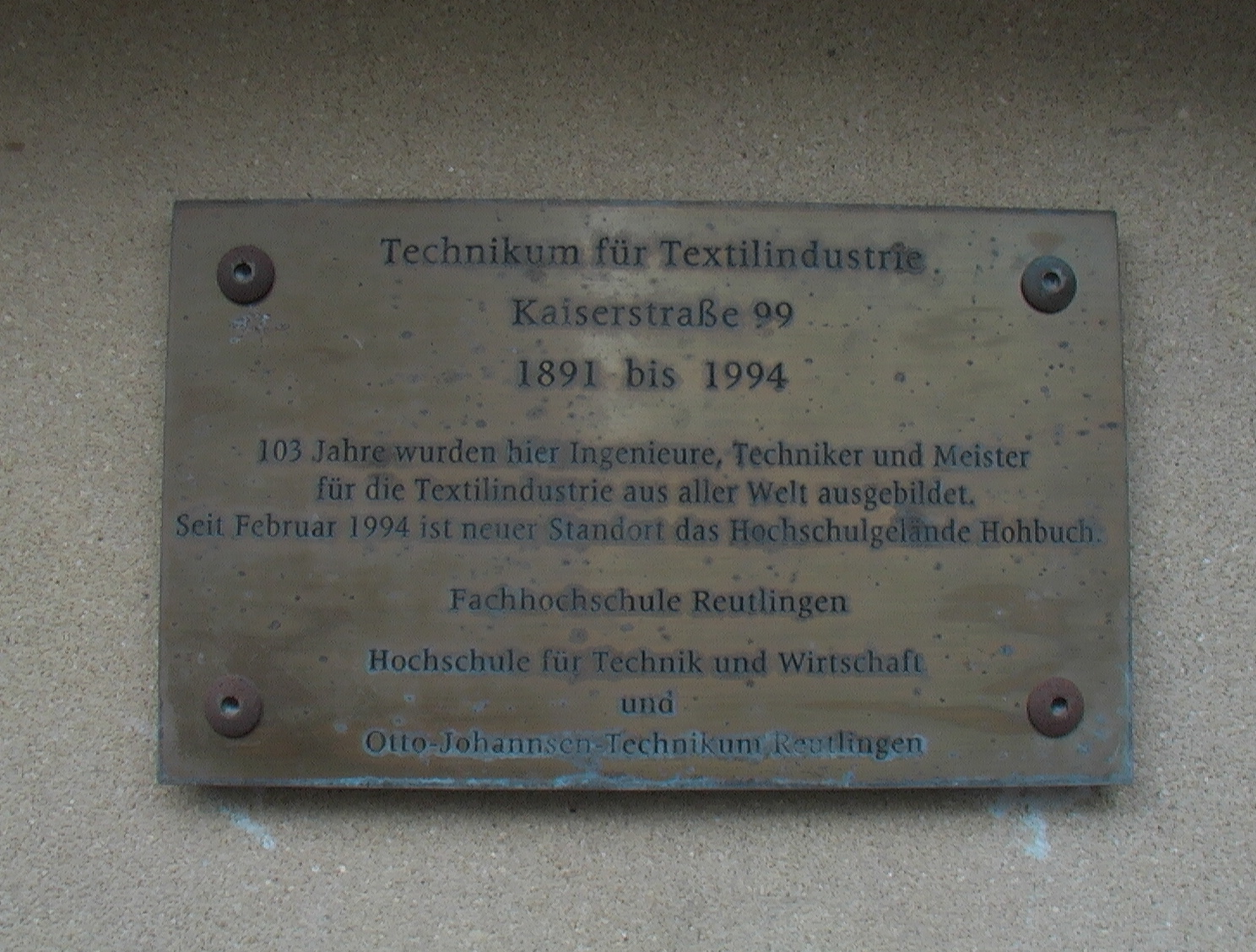
Gedenktafel am Dienstgebäude

Das denkmalgeschützte Gebäude in der Kaiserstraße 99 diente von 1891 bis 1994 dem Technikum für Textilindustrie als Hochschule. Eine Gedenktafel am Gebäude erinnert heute noch an die frühere Nutzung. Nach einer umfassenden Renovierung wurde es von der damaligen Polizeidirektion Reutlingen bezogen und ab 2014 vom Polizeipräsidium Reutlingen genutzt. 2016 wurde mit den Arbeiten zu einem Erweiterungsbau in der Bismarckstraße 60 begonnen, der 2018 fertiggestellt und bezogen wurde. In dem rund 1800 m2 großen Neubau sind neben der Leitung unter anderem das Führungs- und Lagezentrum sowie der Führungs- und Einsatzstab des Polizeipräsidiums Reutlingen untergebracht.